# Паны из Рожмиталя
Паны из Рожмиталя (чеш. Páni z Rožmitálu), с XV века — Львы из Рожмиталя (чеш. Lvové z Rožmitálu) — средневековый чешский дворянский (панский) род, основанный в XIII веке и пресёкшийся во второй половине XVIII века, ветвь феодального чешского рода Бузичей. Паны из Рожмиталя играли заметную роль в политической жизни Чешского королевства XV — начала XVI веков. Родовым гнездом панов из Рожмиталя был замок Рожмиталь, позднее их родовой резиденцией стал замок Блатна.

## Родовой герб

Герб Бузичей

Выделившись в XIII веке из более старого моравско-чешского рода Бузичей, паны из Рожмиталя довольно долго использовали в качестве герба их геральдический символ чернёной головы дикого вепря с разинутой пастью и высунутым языком на золотом поле. Сезема из Рожмиталя, вероятно, последним использовал в качестве своего герба единичную такую голову вепря (сохранившееся изображение датировано 1347 годом). Гербом Зденека Старшего из Рожмиталя (изображения 1382—1398 годов) был уже геральдический щит с тремя такими головами, а с начала XV века в гербе панов из Рожмиталя наряду с головой вепря появился золотой лев в прыжке на лазоревом поле. Первым известным представителем рода, кто добавил льва в свой герб, был Ян из Рожмиталя (изображение 1424 года), при котором над воротами Блатненского замка был помещён герб, включавший в себя кроме льва и головы вепря ещё и геральдическую стрелу Баворов из Стракониц. Такой же герб использовали Зденек Младший (1424 год), Гедвика (1492 год) и первоначально Ярослав Лев из Рожмиталя, затем баворская стрела из герба панов из Рожмиталя исчезла. С XVI века родовой герб представлял собой четверочастный (поделенный на четыре поля) геральдический щит, в первом и четвёртом лазоревых полях которого изображался золотой лев (или львица) в прыжке, во втором и третьем золотых полях — чёрная кабанья голова Бузичей (например, на изображении 1485 года в замке Рожмиталь). Над щитом помещён был шлем с лазорево-золотым намётом.

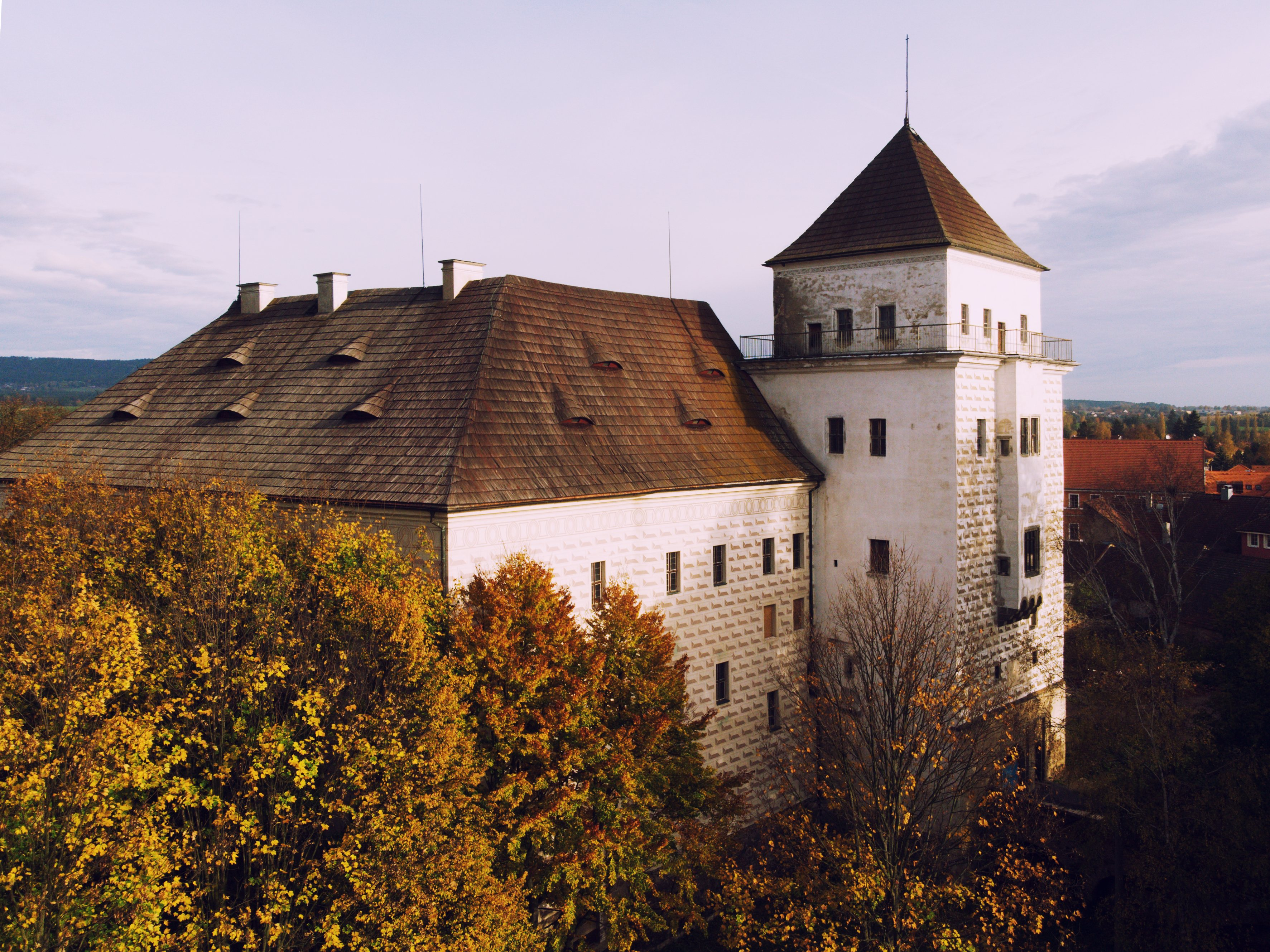
Замок Рожмиталь

## История рода в Средние века
Родоначальником ветви панов из Рожмиталя можно признать бузича Будислава, среднего сына королевского стольника Ярослава. Отец Будислава упоминается в королевских грамотах в период с 1185 по 1228 годы; кроме Будислава у него было ещё двое сыновей — Ярослав из Бржезниц и Гержман — ставшие основателями других ветвей рода Бузичей. Начиная с 1232 года Будислав, сын Ярослава, фигурирует в документах среди ближайших советников чешского короля Вацлава I, в 1239 году Будислав продал село Старе-Поржичи Кладрубскому монастырю.
Ольдржих, сын Будислава, первым упоминается в источниках с предикатом «из Рожмиталя», что свидетельствует о том, что к тому периоду семья Будислава уже владела определёнными земельными владениями и имела свой замок Рожмиталь в качестве резиденции. Сведения об Ольдржихе из Рожмиталя относятся к периоду 1251—1264 годов, он занимал видное положение при дворе короля Пршемысла Отакара II и принимал участие в его военных походах. У Ольдржиха было три или четыре сына, двое из которых — Протива и Будислав — упоминаются в источниках с предикатом «из Рожмиталя». Протива (ум. после 1319 года) был одним из приближённых короля Вацлава II и выступал свидетелем в его грамотах начиная с 1285 года. Сезема из Рожмиталя в 1347 году против воли Ольдржиха II из Рожмиталя, вероятно, своего барта, продал половину замка Рожмиталь и прилегающего местечка Пражскому архиепископству, а сам переселился в Почеделице. Известно, что Ольдржих II за это получил от архиепископа денежную компенсацию.

Герб Зденека Старшего из Рожмиталя

В источниках 2-й половины XIV века сохранились упоминания о панах из Рожмитала, родственные связи которых неизвестны: под 1387 годом упоминаются судья Винценц из Рожмиталя и присяжный Ян из Рожмиталя, совершившие пожертвование костёлу в Кутна-Горе, а под 1396 годом — Йиндржих из Рожмиталя, одаривший храм Святой Варвары. От следующего представителя рода, Зденека Старшего из Рожмиталя, можно проследить генеалогию панов из Рожмиталя до самого XVIII века. Будучи женат на Анежеке из рода Баворов из Стракониц, Зденек в начале 80-х годов XIV века стал опекуном несовершеннолетних наследников этого рода. В качестве опекуна Зденек Старший управлял Страконицким и Блатненскими панствами вплоть до совершеннолетия Брженека из Стракониц в 1394 году. В 1398—1404 годах Зденек Старший в качестве свидетеля участвовал в распродаже владений Брженека из Стракониц. После пресечения рода Бавовров из Стракониц Зденек из Рожмиталя как ближайший родственник унаследовал Блатненское панство. В 1383—1406 годах Зденек из Рожмиталя периодически заседал в земском суде Чехии.
В 1401 году король Вацлав IV пожаловал Зденеку из Рожмиталя (ум. после 1411 года) часть налоговых доходов от Милевского и Непомуцкого монастырей, чем фактически перевёл Зденека из рыцарского сословия в более высокое панское. Позднее король назначил его исполнять полицейские функции в Прахеньском крае. В грамоте 1404 года он впервые фигурирует вместе со своим старшим сыном Ярославом (ум. после 1433 года). Кроме Ярослава у Зденека Старшего было ещё два сына — Ян (ум. в 1430 году) и Зденек Младший (ум. после 1454 года) — а также, вероятно, дочь Анна. После смерти Зденека Старшего Ян унаследовал Блатненское панство, Зденек Младший — Рожмитальское. Какие владения получил Ярослав неизвестно. В грамоте 1414 года вместе с Ярославом фигурирует Вилем из Рожмиталя, происхождение которого неизвестно. Ян из Рожмиталя заседал в земском суде с 1408 года, Зденек Младший — с 1414 года. Оба брата были заседателями земского суда на протяжении всей своей жизни, за исключением периода гуситских войн, когда Чешский земский суд не функционировал. В 1415 году Ян и Зденек из Рожмиталя вместе с другими чешскими панами подписали письмо против сожжения Яна Гуса, направленное Констанцскому собору, однако в начале гуситских войн в 1419 году братья встали на сторону антигуситской католической партии и оставались её последовательными сторонниками наряду с Ольдржихом из Рожмберка и Вацлавом из Михаловиц до самого окончания войн.

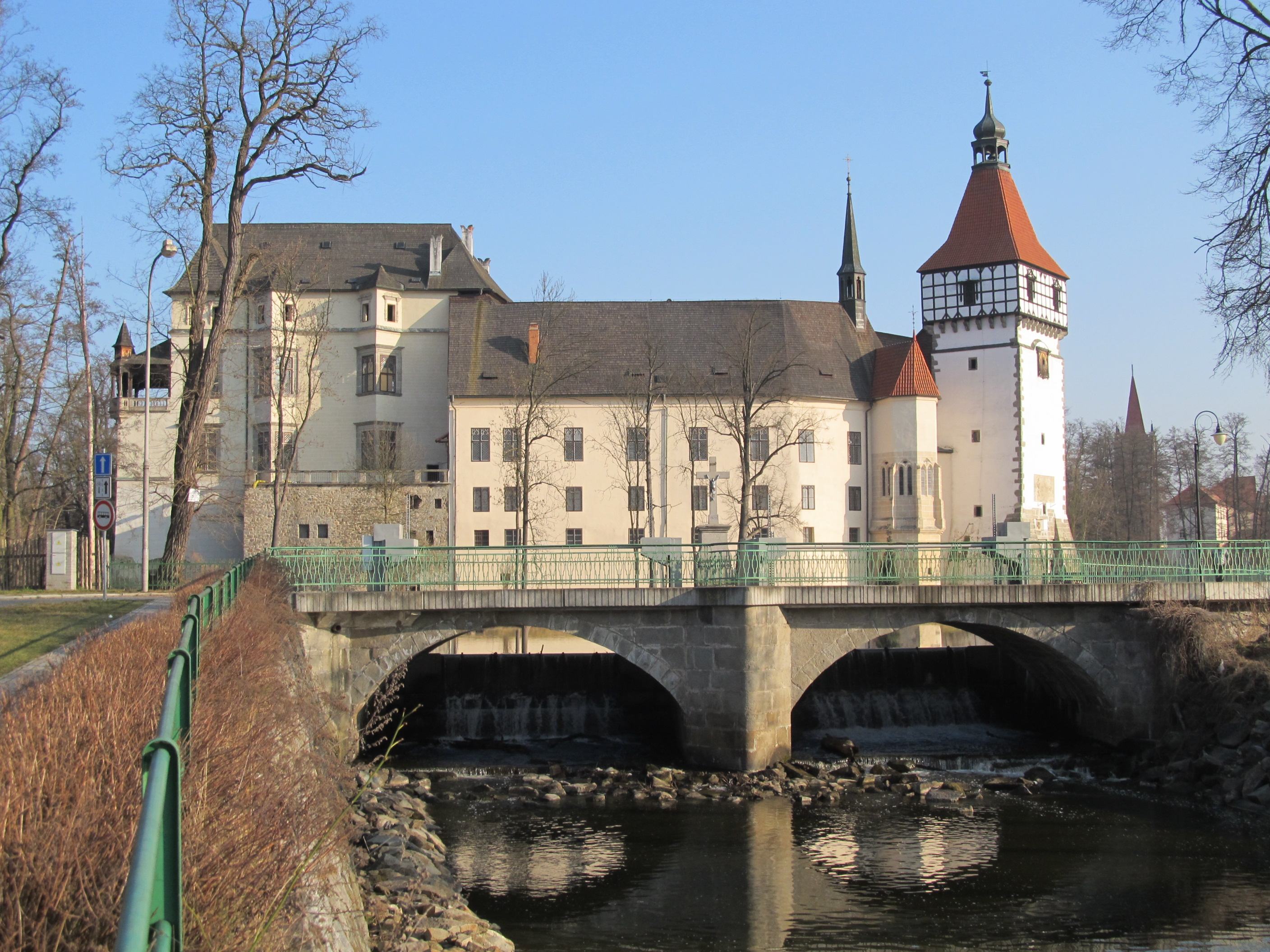
Замок Блатна — резиденция панов из Рожмиталя с XV века

Не смотря на это, сестра их Анна из Рожмиталя была женой одного из гуситских гетманов Яна Смила из Кршемже, который в 1444 году был пленён паном Ольдржихом из Рожмберка и казнён после того как передал Ольдржиху большинство своих владений. После окончания войны паны из Рожмиталя постепенно перешли к поддержке партии умеренных гуситов (утраквистов), свидетельством чего в 1450 году стало заключение брака Йоганы, дочери Яна из Рожмиталя (известного также как Ян из Блатны), с лидером утраквистов Йиржи из Подебрад. В 1452 году Зденек Младший и его племянник Ярослав Лев из Рожмиталя стали двумя из двенадцати чешских панов, избравших Йиржи из Подебрад «земским правителем» Чешского королевства.

## Львы из Рожмиталя
Начиная с 1-й половины XV века паны из Рожмиталя по не вполне понятной причине прибавили к своему родовому имени слово Лев, став Львами из Рожмиталя. В этот же период в их родовом гербе появился геральдический символ золотого льва в прыжке на лазоревом поле. Одновременно с этим происходит изменение имущественного положения и социально-политического статуса рода — если в XIV веке паны из Рожмиталя относились ещё к низшему дворянству Чехии, то в XV веке, заседая в земском суде и активно поддерживая католическую партию и королевскую власть в период Гуситских войн, этот род перешёл в панское сословие и достиг существенного влияния при королевском дворе. Новой главной резиденцией панов из Рожмиталя стал замок Блатна, оказавшийся среди многих других южночешских замков в центре военных действий между католиками и таборитами. Вместе с Ольдржихом из Рожмберка и Вацлавом из Михаловиц Зденек Младший и Ян из Рожмиталя создали на юге Чехии укреплённый антигуситский барьер Чески-Крумлов–Страконице–Блатна, проходивший через замок Рожмиталь.